# Céphalée hypnique
 Mise en garde médicale
Les céphalées hypniques sont des céphalées primaires bénignes qui touchent habituellement des personnes relativement âgées, avec un âge moyen d'apparition de 63 ± 11 ans.
Il s’agit de maux de tête modérés, lancinants, bilatéraux ou unilatéraux, qui réveillent le patient une ou plusieurs fois par nuit.
Ils commencent généralement quelques heures après le début du sommeil et peuvent durer de 15 à 180 minutes.
Il n’y a normalement pas de nausées, de photophobie, de phonophobie ni de symptômes autonomiques associés au mal de tête.
Ces céphalées hypniques surviennent généralement à la même heure chaque nuit, liant éventuellement les maux de tête au rythme circadien, mais la polysomnographie a initialement révélé que l'apparition de céphalées hypniques pouvait être associée au sommeil paradoxal.
Des études au début des années 2010 ont ensuite contredit cette hypothèse.

## Diagnostic
Le syndrome de céphalée hypnique fut initialement décrit au cours des années 1980.
Pour en porter le diagnostic positif, les maux de tête doivent survenir au moins 10 fois par mois pendant au moins trois mois.
Le diagnostic différentiel d'une apparition de novo de céphalées nocturnes chez les personnes âgées comprend : le sevrage médicamenteux, l'artérite temporale, l'apnée du sommeil, la désaturation en oxygène, le phéochromocytome, les causes intracrâniennes, les processus néoplasiques primaires et secondaires, l'hydrocéphalie communicante, l'hématome sous-dural, les lésions vasculaires, les migraines, les céphalées en grappe, l’hémicrânie paroxystique chronique, les céphalées dues au bruxisme, et les céphalées hypniques.
Toutes les autres causes doivent être exclues avant que le diagnostic de céphalées hypniques puisse être posé.
Ce syndrome douloureux peut concerner des enfants,.

## Traitements
Le carbonate de lithium, à la dose de 200  à   600 mg au coucher, est un traitement efficace pour la plupart des patients, mais pour ceux qui ne peuvent pas tolérer le lithium, le vérapamil, l'indométacine, la mélatonine ou le méthysergide peuvent être essayés.
Deux patients ont également répondu à la flunarizine 5 mg. Il a également été démontré qu'une à deux tasses de café ou 100  à   200 mg de caféine avant de se coucher peut prévenir les céphalées hypniques.
Une revue récente de 348 cas disponibles dans la littérature spécialisée a été publiée en 2019.
Des chercheurs chinois publient en 2023 un rapport de cas chez qui l'agomélatine-a semble efficace à titre préventif sur la céphalée hypnique ; après trois mois de traitement efficace, celui-ci est arrêté.